# Ludovico Bertonio
Ludovico Bertonio (Arcevia, 1557- Lima, 3 de agosto de 1625)  fue un sacerdote jesuita, lingüista, traductor, lexicógrafo y escritor de origen italiano nacido en Rocca Contrada (hoy Arcevia, Provincia de Ancona, Italia), en 1557 y fallecido el 3 de agosto de 1625 en Lima. Es considerado el principal estudioso del idioma aymara en la época virreinal.
Fue pionero en el estudio del idioma aimara, durante los primeros años de la presencia jesuita en la región de Chucuito y los alrededores del lago Titicaca. Sus publicaciones son una de las primeras fuentes escritas en Aimara y de traducciones al español.

## Biografía
El año de su nacimiento es citado a veces como 1552, que sería un error proveniente de un texto de Torres Saldamano (1882).
Ingresó a la Compañía de Jesús en 1574 y fue destinado al Perú en 1578, aunque desembarcó en el Callao recién en 1581. Al poco tiempo, en marzo de 1582 fue ordenado sacerdote y permaneció un tiempo en la Ciudad de los Reyes (Lima).
A partir de 1585 es destinado a Juli, en las inmediaciones del Lago Titicaca, donde los jesuitas se habían establecido para expandir su actividad misional con los indios Lupaca de la zona. Bertonio inicialmente ejerció como confesor y lector de humanidades. En 1593 fue incorporado de manera definitiva a la orden en el grado de 'profeso de tres votos'.
Bertonio mantuvo contacto directo y cercano con los pobladores aymaras de la región, aprendiendo su lengua. El conocimiento del idioma Aimara era fundamental para las actividades de la colonia española y para la misión jesuita de evangelizar y adoctrinarlos. Este objetivo se traduce en el carácter religioso de los textos de Bertonio escritos en Aimara: Un confesionario, relatos de la vida de Jesús y un corpus de frases. Sin embargo, Bertonio no se limitó a esto sino que se dio a la tarea de elaborar un detallado vocabulario Aimara y también una gramática Aimara que fue publicada en 1603.
Bertonio fue destinado temporalmente en la villa de Potosí a principios del siglo XVII, durante el periodo del auge de la plata en el Cerro Rico de Potosí, donde estuvo expuesto a otras variantes del aimara. Posteriormente regresó a Juli, donde completó sus obras, que serían aprobadas por sus superiores y publicadas en 1612.
En su vejez, se retiró de Juli a Arequipa y posteriormente a Lima, a causa de enfermedades y falleció allí en 1625.

## Obra literaria y lingüística

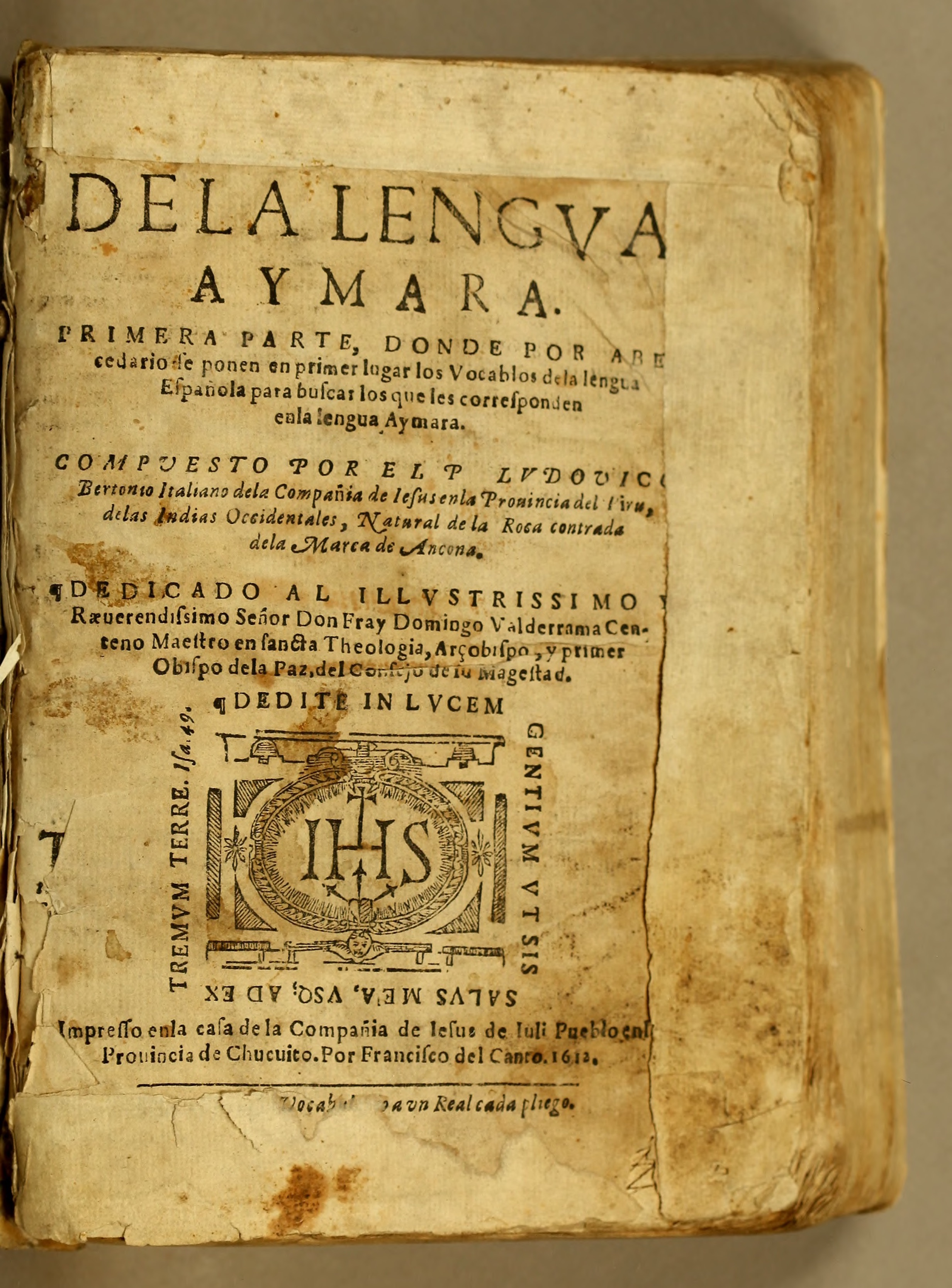
Portada, Vocabulario de la lengua aymara, 1612

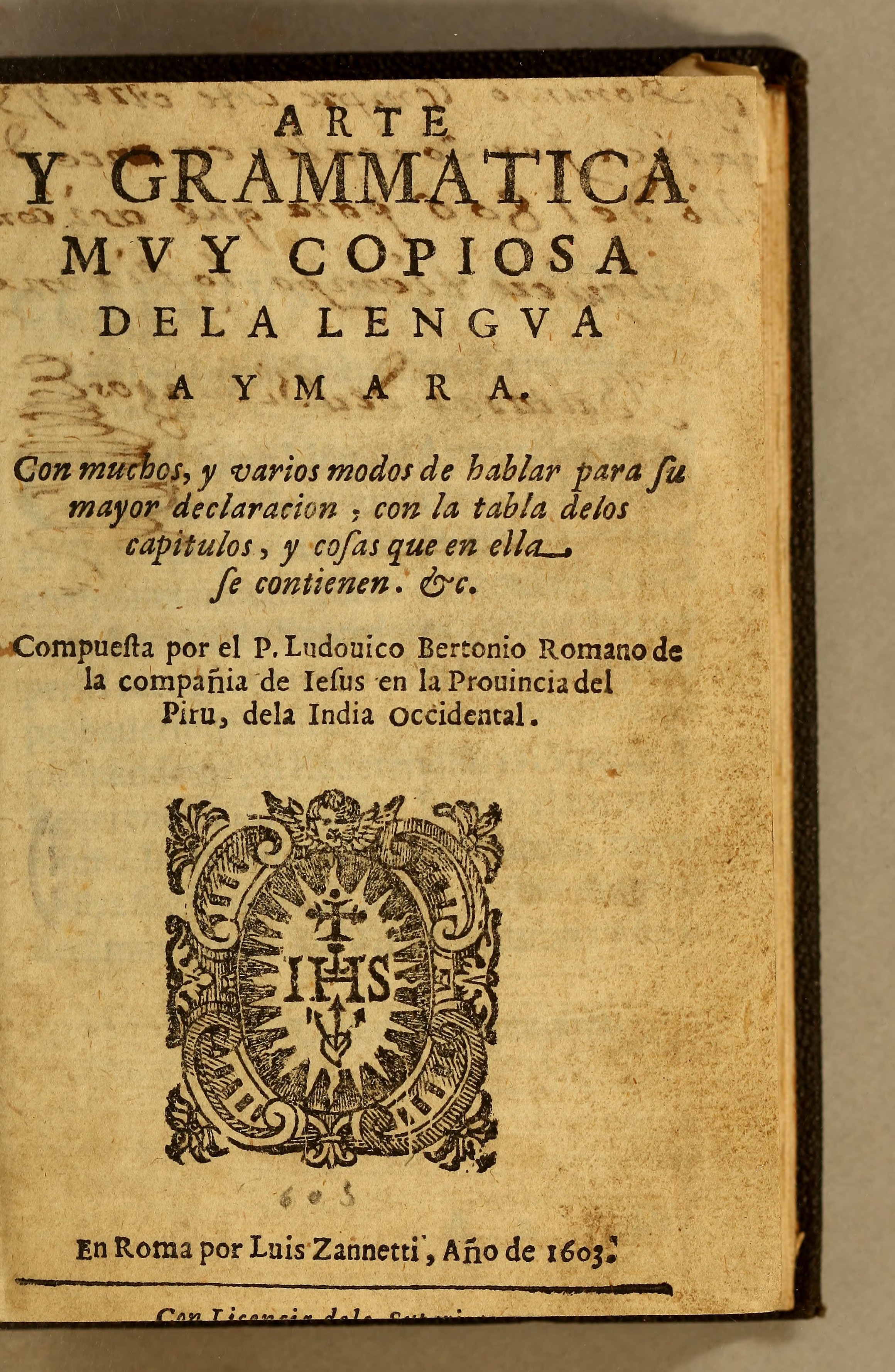
Portada, Arte y grammatica muy copiosa de la lengua aymara, 1603

La obra de Bertonio consistió principalmente en la elaboración de textos religiosos en español (Confesionario y Vida de Jesús), traducidos al Aimara, así como de un Vocabulario Aymara de términos y su traducción en español y una gramática. Existen referencias de los primeros escritos en aimara de la comunidad jesuita de julio en 1595, contenidas en cartas que solicitan su aprobación y publicación. También existen cartas que indican su aprobación por el provincial en 1596. Sin embargo, solo la Gramática fue publicada en Roma en 1603, y el resto de sus obras no se imprimieron sino hasta 1612.
La gramática de Bertonio fue publicada como Arte y Grammatica muy copiosa de la Lengua Aymara, aunque debido a que fue impresa en Roma, no contó con su supervisión y estaba plagada de errores. Otra versión abreviada fue publicada al mismo tiempo (Arte Breve de la Lengua Aymara para Introducción del Arte Grande de la misma Lengua), pero Bertonio no estuvo satisfecho con ninguna. Por esto, al enviar a publicar el conjunto de sus manuscritos en 1612, incluyó una versión corregida y reducida titulada Arte de la Lengua Aymara. Con una Silva de Phrases de la misma lengua y declaracion en Romance. Esta obra en realidad está compuesta de dos partes distintas. La primera es la gramática como tal, y la segunda es un compendio de frases en aimara, elaboradas por los mismos indios, con su respectiva traducción.
El Vocabulario de la Lengua Aymara es posiblemente su obra más conocida fue impresa en Juli, Departamento de Puno, tanto por la minuciosidad de su elaboración como por el volumen de términos contenidos. Está dividido en dos partes: Español-Aimara y Aimara-Español. En su obra, Bertonio realza la elegancia del idioma aimara, en boca de los indios, y por tanto trata de rescatar frases propias del idioma, en lugar de intentar traducciones literales palabra por palabra.
Sus otras dos publicaciones son de carácter religioso y tienen la finalidad de apoyar en la evangelización de los aymaras. El Libro de la Vida y Milagros de Nuestro Señor Iesu Christo en dos Lenguas. Aymara y Romance es una traducción muy libre de un texto sobre la vida de Jesucristo de Alfonso de Villegas, realizada con la colaboración del indio Martin de Santa Cruz Hanansaya. Si bien es un libro religioso, Bertonio también destaca su utilidad para apoyar al aprendizaje del aimara:
«[...] como el fin principal de sacarle, es para aprender la elegancia y la propriedad Aymara, no se nos ha dado mucho que las cosas esten bien traçadas, ni dilatadas [...]»
Finalmente, el Confessionario muy copioso en dos lenguas Aymara y Española, con una instrucción a cerca de los Siete Sacramentos de la Santa Yglesia y otras varias cosas es un compendio de los sacramentos, ejemplos de confesiones, ejemplos de vidas loables y vidas reprobables, y una suma de deberes cristianos, entre otros. La mayor parte de los textos están escritos en aimara. En el prólogo, Bertonio nuevamente recalca su tarea de apoyo a los sacerdotes en el aprendizaje del aimara y su mejor interacción con la población indígena:
«Claramente echaras de ver (Amigo Lector) el desseo que Nuestro Señor me ha dado de servir en algo a los Sacerdotes que son Curas de Indios, paraque con menos trabajo que antes, puedan aprender la lengua dela gente que tienen a cargo.»

## Obras
- Arte y Grammatica muy copiosa de la Lengua Aymara (1603)
- Arte Breve de la Lengua Aymara para Introducción del Arte Grande de la misma Lengua (1603)
- Vocabulario de la Lengua Aymara (1612)[17]
- Arte de la Lengua Aymara. Con una Silva de Phrases de la misma lengua y declaracion en Romance (1612)'
- Libro de la Vida y Milagros de Nuestro Señor Iesu Christo en dos Lenguas. Aymara y Romance (1612)
- Confessionario muy copioso en dos lenguas Aymara y Española, con una instrucción a cerca de los Siete Sacramentos de la Sancta Yglesia y otras varias cosas (1612)